# Scramjet

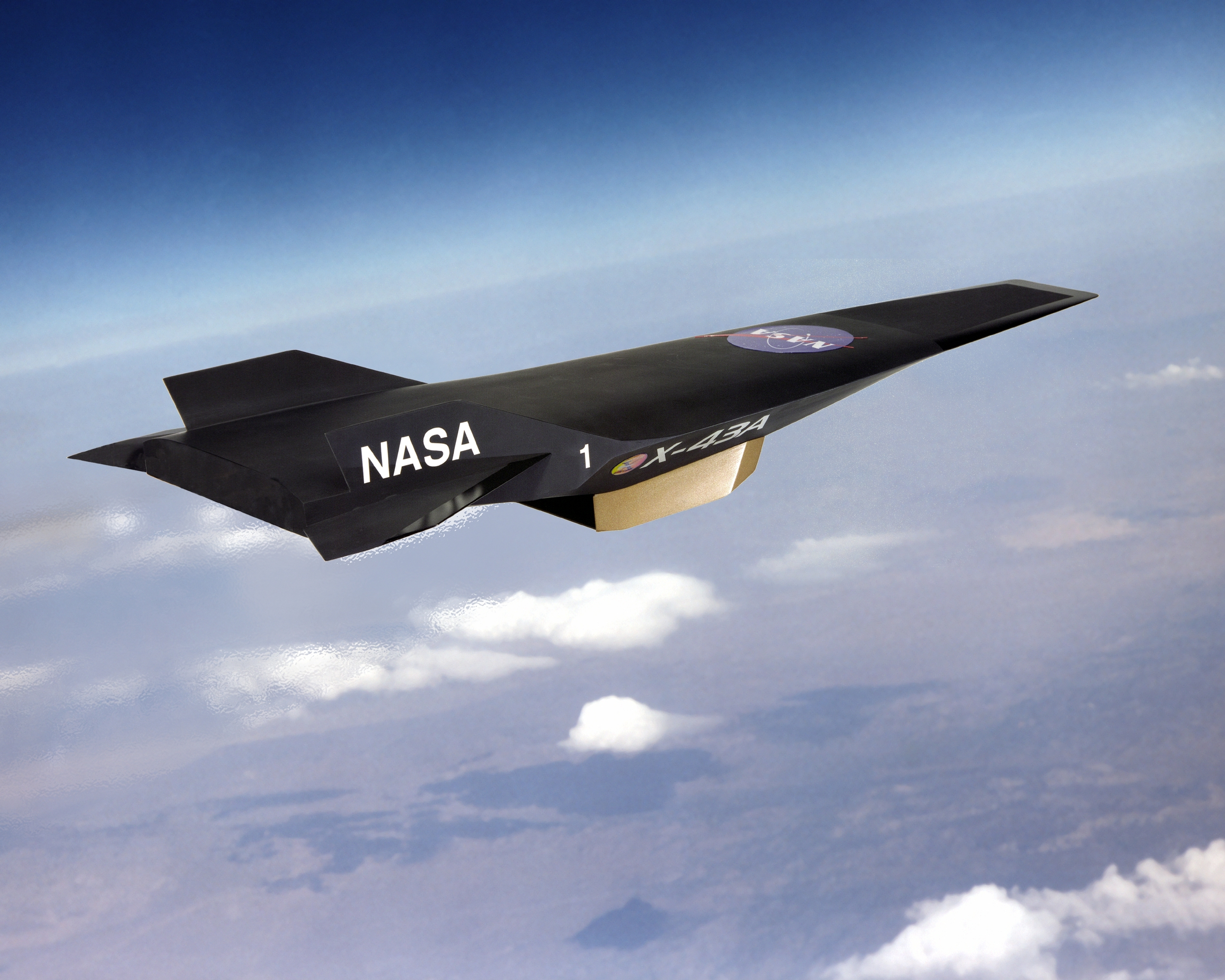
X-43A con un motor scramjet situado en la parte inferior.

El estatorreactor de combustión supersónica, más conocido por su nombre en inglés scramjet, es una variación de un estatorreactor con la distinción de que una parte o la totalidad del proceso de combustión se lleva a cabo supersónicamente. A mayores velocidades, es necesaria combustión supersónica para maximizar la eficiencia del proceso de combustión. Las proyecciones para la velocidad de un motor scramjet, sin aporte adicional de oxidante, varían entre Mach 12 y Mach 24 (velocidad orbital). El X-30 en pruebas ha alcanzado una velocidad de Mach 17, debido a problemas en el tipo de combustión. A modo de contraste, el más rápido de los aviones convencionales, que utilizan el aire para sustentarse, es el Lockheed SR-71 (turborreactor + estatorreactor) de la Fuerza Aérea de los Estados Unidos que alcanza aproximadamente Mach 3,4.

## Orígenes
La idea original del hiperreactor o ramjet, nace a principios del siglo XX, en 1913 (fecha de la patente) de las manos de René Lorin. Este ingeniero francés sienta las bases teóricas, bajo el simple ciclo termodinámico de Brayton, compresión, combustión, y expansión, para lo que él denominó Tobera Termopropulsora. Un reactor que podría alcanzar velocidades hipersónicas, por aquel entonces inimaginables.
Dos décadas más tarde, en 1933,René Leduc redescubrió las ideas de René Lorin, entonces el Ramjet, denominado así en la Unión Soviética, y estatorreactor en Francia, apareció como el reactor ideal, de gran potencia, máxima eficiencia y mínimo coste de producción, pues al desaparecer las partes mecánicas quedaba como un tubo, de muy fácil manufactura. Pero el Ramjet tiene el inconveniente de que es incapaz de despegar por sí mismo. Un avión con una propulsión hipersónica de este tipo necesita ser acelerado por otro hasta una velocidad mínima (Mach 3) o estar equipado con tecnología TBCC o RBCC que pudiera asistir el funcionamiento de los motores Ramjet/Scramjet para la obtención de las condiciones mínimas de funcionamiento.

## Un simple tubo vacío
La idea básica de René Lorin era un tubo que mientras va absorbiendo aire lo comprime por la misma presión generada por su velocidad y el diseño aerodinámico del interior, entonces se le suministra un combustible que reacciona con el oxígeno y la combustión crea la expansión, el flujo, que impulsaba la nave. Un «simple» ciclo de compresión, combustión, y expansión que permite alcanzar altísimas velocidades, sin ninguna parte móvil necesaria para la compresión, y con un altísimo rendimiento. Siendo mecánicamente sencilla la mayor complejidad se encuentra en su diseño aerodinámico del que depende todo.

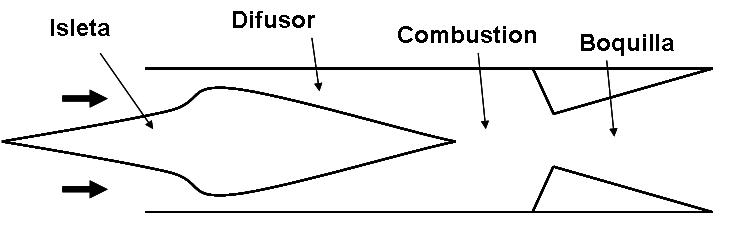
Esquema de un motor ramjet.

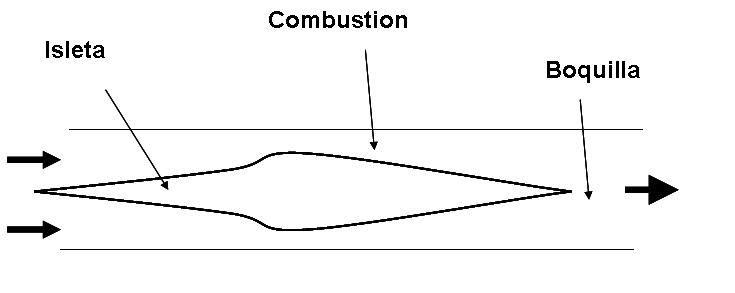
Esquema de un motor scramjet.

Podemos ver el diseño de un reactor ramjet, el aire entra a velocidades supersónicas por la boca del reactor y reduce su velocidad hasta niveles subsónicos por medio de difusión aerodinámica creada por la isleta y el difusor. El aire entra en la cámara de combustión y reacciona con el combustible, generando un flujo de salida que, si es mayor que el de entrada, impulsará la nave. Uno de los límites del ramjet es que hasta velocidades de Mach 3 no funciona, por lo que necesita de otros propulsores para empezar a funcionar, pero también está limitado en velocidad máxima a Mach 6. Los propulsores ramjet no pueden superar este límite. El empuje deja de ser positivo, debido a la fricción generada por la desaceleración necesaria para la combustión, el aire llega tan caliente que no puede quemarse con el combustible. La única forma de evitar esto es no desacelerar el aire de entrada y es ahí donde entra el scramjet del X-43A.
Scramjet (supersonic combustion ramjet), tipo de reactor del X-43A, no reduce la velocidad del aire para su combustión sino que esta se realiza a través de él. Es necesario realizar una combustión muy rápida (generalmente se usa hidrógeno), pero no crea el problema de la fricción y su velocidad límite está aún por ver, quizás mach 20. Es mecánicamente muy simple pero extremadamente complejo en aerodinámica, más incluso que el ramjet. Los tres ejemplares, con pequeñas diferencias cada uno, que se probaron en los ensayos del proyecto Hyper-X han sido los primeros scramjets de la historia de la aerodinámica, y todavía está por ver todo su potencial.

## Ventajas y desventajas descramjets

### Ventajas
1. No tiene que llevar el oxígeno.
2. No hay piezas giratorias, lo cual hace más fácil su fabricación.
3. Tiene un impulso específico más alto (cambio en el momento por unidad de propulsante) que un motor convencional, podría proporcionar entre 1000 y 4000 segundos, mientras que un cohete sólo proporciona 600 segundos o menos.
4. Mayor velocidad podría significar un acceso más barato al espacio exterior en el futuro.

### Refrigeración y materiales especiales
A diferencia de un cohete que pasa vertical y rápidamente a través de la atmósfera o de un turborreactor o estatorreactor que vuela a velocidades mucho más bajas, un vehículo  hipersónico alimentado de aire vuela de manera óptima en una «trayectoria deprimida», quedando dentro de la atmósfera a velocidades hipersónicas. Debido a que los scramjets sólo tienen relaciones mediocres empuje / peso, la aceleración sería limitada. Por lo tanto el tiempo en la atmósfera a una velocidad hipersónica sería considerable, posiblemente 15-30 minutos. Igual que sucede en una reentrada atmosférica, el aislamiento del calor se convierte en una tarea formidable. El tiempo en la atmósfera sería mayor que la de una típica cápsula espacial, pero menor que la del transbordador espacial.
Los nuevos materiales ofrecen un buen aislamiento a alta temperatura, pero a menudo se sacrifican en el proceso. Una alternativa podría ser la "refrigeración activa", donde se utilizaría un refrigerante que circularía a través de la piel del vehículo impidiendo que se desintegrase. Se estudia que el refrigerante sea el propio combustible de la misma manera que los cohetes modernos usan su propio combustible y oxidante como refrigerante de los motores.
Todos los sistemas de refrigeración añaden peso y complejidad a un lanzamiento. El enfriamiento de scramjets de esta manera puede resultar en una mayor eficiencia, ya que el calor se agrega al combustible antes de la entrada en el motor, pero el resultado es un aumento de la complejidad y el peso que en última instancia podría superar cualquier mejora de rendimiento.

### Motor peso y la eficiencia

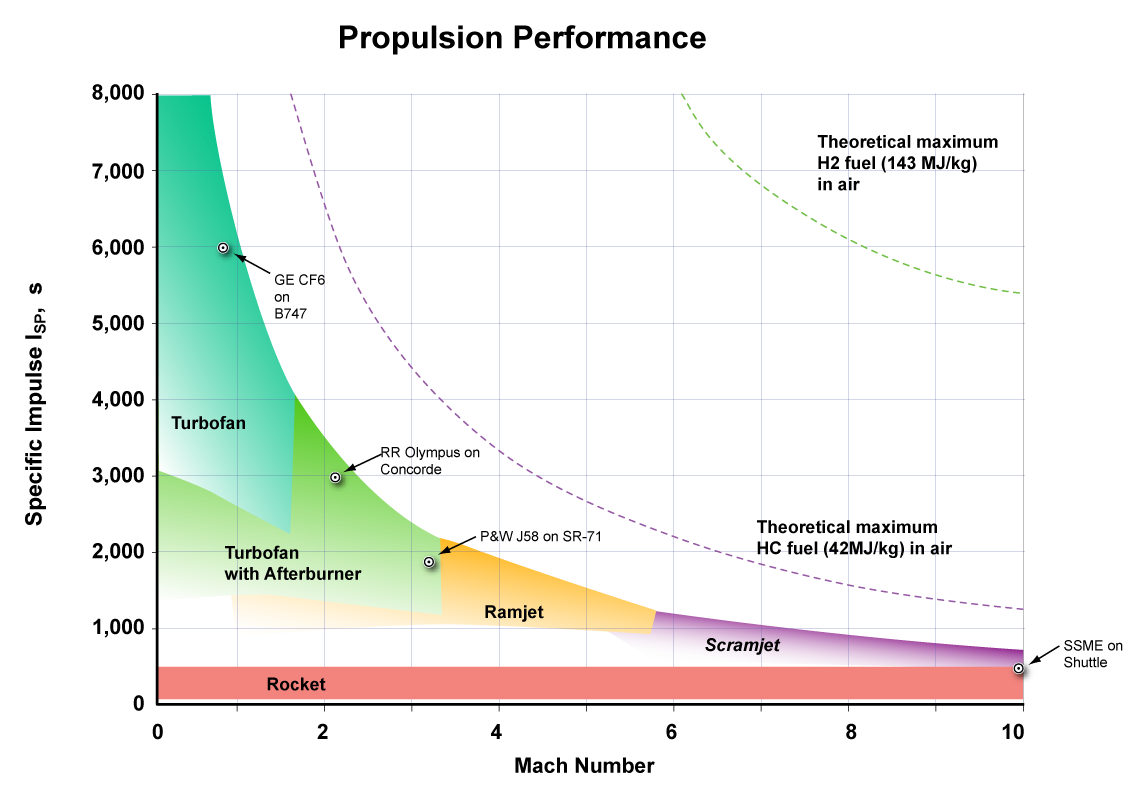
Impulso específico de distintos reactores

El rendimiento de un lanzamiento del sistema es complejo y depende en gran medida de su peso. Normalmente los vehículos están diseñados para maximizar el alcance ({\displaystyle R}), orbitales radio ({\displaystyle R}) o fracción de masa de carga útil ({\displaystyle \Gamma }) para un motor en concreto y combustible. Este es el resultado de las compensaciones entre la eficiencia del motor (Peso de despegue de combustible) y la complejidad del motor (Peso de despegue seco), que puede ser expresado por la siguiente fórmula:
{\displaystyle \Pi _{e}+\Pi _{f}+{\frac {1}{\gamma }}=1}
Dónde:
- {\displaystyle \Pi _{e}={\frac {m_{\text{empty}}}{m_{\text{initial}}}}} es la fracción de masa en vacío, y representa el peso de la superestructura, tanques y el motor.
- {\displaystyle \Pi _{f}={\frac {m_{\text{fuel}}}{m_{\text{initial}}}}} es la fracción de masa de combustible, y representa el peso de combustible, oxidante y cualquier otro material que se consumen durante el lanzamiento.
- {\displaystyle \gamma ={\frac {m_{\text{initial}}}{m_{\text{payload}}}}} es la relación masa inicial, y es la inversa de la fracción de masa de carga útil. Esto representa la cantidad de carga útil el vehículo puede entregar a un destino.

Un scramjet aumenta la masa del motor {\displaystyle \Pi _{e}} por un cohete, y disminuye la masa
del combustible {\displaystyle \Pi _{f}}. Puede ser difícil decidir si esto se traducirá en un aumento de {\displaystyle \gamma } (lo que sería una carga mayor entregados a un destino para un despegue constante de vehículos de peso). La lógica detrás de los esfuerzos de la conducción de un scramjet es (Por ejemplo) que la reducción de combustible disminuye la masa total en un 30%, mientras que el peso del motor aumentó añade 10% de la masa total del vehículo. Por desgracia, la incertidumbre en el cálculo de las masas o la eficiencia cambios en un vehículo es tan grande que un poco diferente hipótesis de eficiencia de los motores o de comunicación pueden proporcionar buenas razones a favor o en contra de alimentación scramjet los vehículos.
Además, el arrastre de la nueva configuración debe ser considerado. El arrastre de la configuración total puede ser considerado como la suma de la resistencia del vehículo ({\displaystyle D}) y el arrastre del motor de instalación ({\displaystyle D_{e}}). El arrastre de instalación tradicional los resultados de los pilones y el flujo acoplado debido a la motores a reacción, y es una función de la posición del acelerador.
Por lo tanto, muchas veces se escribe como:
{\displaystyle D_{e}=\phi _{e}F}
Dónde:
- {\displaystyle \phi _{e}} es el coeficiente de pérdidas
- {\displaystyle F} es el empuje del motor

Para un motor muy integradas en la aerodinámica cuerpo, puede ser más conveniente pensar en
({\displaystyle D_{e}}) como la diferencia en la resistencia de un conocido base de configuración.
El general motor de la eficacia puede ser representada como una valor entre 0 y 1 ({\displaystyle \eta _{0}}), en términos de el impulso específico del motor:
{\displaystyle \mathrm {H} _{0}={\frac {}{g_{0}V_{0}H_{PR}}}\cdot I_{SP}={\frac {\mbox{empuje de energía}}{\mbox{La energía química tasa}}}}
Dónde:
- {\displaystyle G_{0}} es la aceleración de la gravedad en nivel del suelo
- {\displaystyle V_{0}} es la velocidad del vehículo
- {\displaystyle I_{SP}} es el impulso específico
- {\displaystyle H_{PR}} es el combustible [calor [la reacción]]

El impulso específico se utiliza a menudo como la unidad de la eficiencia para cohetes, ya que en el caso del cohete, hay un relación directa entre el impulso específico, [de combustible [específicas consumo (empuje) | consumo específico de combustible]] y velocidad de escape. Esta relación directa no es general impulso actual para los motores de airbreathing, y específicas para
es menos utilizada en la literatura. Tenga en cuenta que para una airbreathing motor, tanto {\displaystyle \eta _{0}} y {\displaystyle I_{SP}} son una función de la velocidad.
El impulso específico de un [cohete] [] motor valores independientes de la velocidad, y son comunes entre 200 y 600 segundos (450S para el transbordador espacial principal motores). El impulso específico de un scramjet varía con la velocidad, reduciendo a velocidades más altas, a partir de unos Año 1200, aunque los valores en la literatura varían.
Para el caso simple de un vehículo de una sola etapa, el combustible fracción de masa se puede expresar como:
{\displaystyle \Pi _{f}=1-\exp \left[-{\frac {\left({\frac {V_{initial}^{2}}{2}}-{\frac {V_{i}^{2}}{2}}\right)+\int {g}\,dr}{\eta _{0}h_{PR}\left(1-{\frac {D+D_{e}}{F}}\right)}}\right]}
Cuando esto se puede expresar de [[de una etapa a órbita|Traslado de una sola etapa de] la órbita] como:
{\displaystyle \Pi _{f}=1-\exp \left[-{\frac {g_{0}r_{0}\left(1-{\frac {1}{2}}{\frac {r_{0}}{r}}\right)}{\eta _{0}h_{PR}\left(1-{\frac {D+D_{e}}{F}}\right)}}\right]}
o de nivel de vuelo atmosférico a partir de aire lanzamiento ([Misiles []] de vuelo):
{\displaystyle \Pi _{f}=1-\exp \left[-{\frac {g_{0}R}{\eta _{0}h_{PR}\left(1-\phi _{e}\right){\frac {C_{L}}{C_{D}}}}}\right]}

Cuando {\displaystyle R} es la Rango, y el cálculo se puede expresar en la forma de la Breguet fórmula de gama:
{\displaystyle \Pi _{f}=1-e^{-BR}}
{\displaystyle B={\frac {g_{0}}{\eta _{0}h_{PR}\left(1-\phi _{e}\right){\frac {C_{L}}{C_{D}}}}}}
Dónde:
- {\displaystyle {C_{L}}} es el coeficiente de sustentación
- {\displaystyle {C_{D}}} es el coeficiente de arrastre

Esta formulación es extremadamente simple, y se ha asumido:
- Vehículo de una sola etapa
- No hay sustentación aerodinámica para el levantador transatmosférico

Sin embargo lo anteriormente explicado es cierto en general para todos los motores.

## Presente y futuro

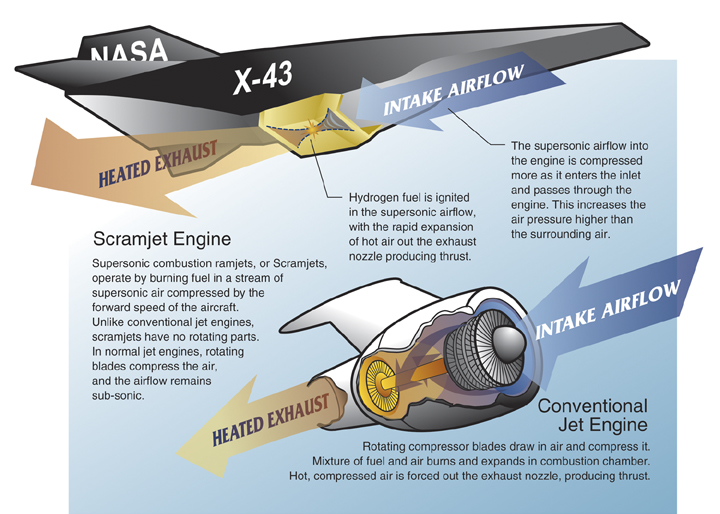
Esquema de funcionamiento del Scramjet en comparación con un reactor convencional.

El futuro en mente de la NASA es la posibilidad de reducir los costes de las lanzaderas, propulsores como el X-43A alcanzarían velocidades suficientes para vencer la atracción terrestre (Mach 10). Reduciendo el coste de la puesta en órbita, la posibilidad de enviar más misiones y más grandes sería viable, pero ante este futuro nos encontramos con el problema endémico del ramjet, la velocidad mínima de ignición, y en el caso de una lanzadera espacial su uso está limitado a etapas atmosféricas, como dice el profesor Manuel Martínez Sánchez profesor del MIT “...para poder usar el aire ambiente se necesita una trayectoria larga y suave dentro de la atmósfera, porque las trayectorias normales de cohetes se salen de ella enseguida, y nos quedaríamos sin oxígeno antes de tiempo. Eso implica sustentación, es decir, alas que soporten el peso de la nave, y si no recuerdo mal, el porcentaje de masa para esas alas anda por el 11%. Además, la estructura tiene que ser capaz de aguantar flujos térmicos enormes, como los de una reentrada. Eso no ocurre con los cohetes lanzadores, por la misma razón de antes, es decir, para cuando se alcanzan números de Mach del orden de 6-8 y empezarían los problemas térmicos, el cohete ya está fuera de la atmósfera.” [cita requerida]
El único proyecto serio hasta la fecha para el desarrollo de un transbordador con una estructura de alas y trayectoria larga de despegue que aguantara velocidades del orden de Mach 20 por medio de reactores scramjet para ponerse en órbita fue el fallido NASP (National Aerospacial Plane). Sueño aeroespacial de la administración Reagan en los años 80 que pretendía poner a Tokio de Nueva York en dos horas y reducir el coste de los viajes espaciales. Pero el proyecto fracasó porque no existían en aquel entonces las tecnologías necesarias y en 1994 el congreso de los EE.UU. corto los fondos al proyecto. El programa Hiper-X es heredero de este y el X-43A la demostración de que es posible.